# Asota timorana
Asota timorana là một loài bướm đêm trong họ Erebidae.